# 모이즈 키슬링
모이즈 키슬링(Moïse Kisling, 1891년 1월 22일 ~ 1953년 4월 29일)은 폴란드에서 태어난 프랑스의 화가이다. 그의 제재는 인물, 꽃, 풍경이었고 더욱이 소년, 소녀의 초상에 우수하여 마치 도기(陶器)의 표면처럼 투명한 색감과 유연한 그림자와 같은 묘선(描線)이 가장 뛰어났다.
키슬링은 폴란드 크라크프에서 출생한 유대계 사람이다. 크라크프 미술학교에서 배운 후 1910년 파리로 이주하여 몽마르트르에서 살았다. 키슬링은 벌써 크라크프 시대에도 당시 폴란드에서 절찬되었던 독일 예술에 대해서는 등을 돌리고 인상파에 친근감을 가지고 있었기 때문에 곧 드랭에게 공명하게 되었으며 특히 모딜리아니로부터는 큰 감화를 받았다. 이 점에 있어서는 수틴과 차이가 있으며 생래적으로 프랑스적인 세련성을 몸에 지니고 있었다고 보겠다. 1915년 의용병으로 출정, 중상을 입었고 제2차 세계 대전 중에는 미국으로 망명하였으나 전후에 재차 프랑스로 돌아와 파리에서 사망하였다.

## 참고 문헌
- 이 문서에는 다음커뮤니케이션(현 카카오)에서 GFDL 또는 CC-SA 라이선스로 배포한 글로벌 세계대백과사전의 내용을 기초로 작성된 글이 포함되어 있습니다.